# Alpenpokal 1976
Der Alpenpokal 1976 war die 16. Auflage des Fußballwettbewerbs. Servette Genf gewann das Finale gegen Olympique Nîmes.

## Gruppenphase

### Gruppe A
| Pl.                                                              | Verein            | Sp. | S | U | N | Tore    | Diff. | Punkte | Bonus | Gesamt |
| ---------------------------------------------------------------- | ----------------- | --- | - | - | - | ------- | ----- | ------ | ----- | ------ |
| 1.                                                               | Olympique Nîmes   | 4   | 2 | 2 | 0 | 006:400 | +2    | 06     | 0     | 6      |
| 2.                                                               | Neuchâtel Xamax   | 4   | 1 | 2 | 1 | 007:600 | +1    | 04     | 0     | 4      |
| 3.                                                               | FC Lausanne-Sport | 4   | 1 | 2 | 1 | 006:600 | ±0    | 04     | 0     | 4      |
| 4.                                                               | FC Sochaux        | 4   | 0 | 2 | 2 | 006:900 | −3    | 02     | 0     | 2      |
| 1 Bonuspunkt pro Spiel, das mit 3 oder mehr Toren gewonnen wird. |                   |     |   |   |   |         |       |        |       |        |

| 17. Juli 1976     |     |                   |
| Neuchâtel Xamax   | 3:1 | FC Sochaux        |
| Olympique Nîmes   | 1:0 | FC Lausanne-Sport |
| 24. Juli 1976     |     |                   |
| Neuchâtel Xamax   | 2:2 | Olympique Nîmes   |
| FC Sochaux        | 2:3 | FC Lausanne-Sport |
| 27. Juli 1976     |     |                   |
| FC Lausanne-Sport | 2:2 | Olympique Nîmes   |
| FC Sochaux        | 2:2 | Neuchâtel Xamax   |
| 31. Juli 1976     |     |                   |
| FC Lausanne-Sport | 1:1 | FC Sochaux        |
| Olympique Nîmes   | 1:0 | Neuchâtel Xamax   |

### Gruppe B
| Pl.                                                              | Verein        | Sp. | S | U | N | Tore    | Diff. | Punkte | Bonus | Gesamt |
| ---------------------------------------------------------------- | ------------- | --- | - | - | - | ------- | ----- | ------ | ----- | ------ |
| 1.                                                               | Servette Genf | 4   | 3 | 1 | 0 | 010:700 | +3    | 07     | 0     | 7      |
| 2.                                                               | FC Metz       | 4   | 1 | 1 | 2 | 008:900 | −1    | 03     | 0     | 3      |
| 3.                                                               | FC Basel      | 4   | 1 | 1 | 2 | 006:700 | −1    | 03     | 0     | 3      |
| 4.                                                               | FC Nantes     | 4   | 1 | 1 | 2 | 006:700 | −1    | 03     | 0     | 3      |
| 1 Bonuspunkt pro Spiel, das mit 3 oder mehr Toren gewonnen wird. |               |     |   |   |   |         |       |        |       |        |

| 17. Juli 1976 |     |               |
| FC Basel      | 2:3 | FC Nantes     |
| FC Metz       | 3:3 | Servette Genf |
| 24. Juli 1976 |     |               |
| Servette Genf | 3:2 | FC Metz       |
| FC Nantes     | 1:1 | FC Basel      |
| 27. Juli 1976 |     |               |
| FC Basel      | 3:1 | FC Metz       |
| Servette Genf | 3:2 | FC Nantes     |
| 31. Juli 1976 |     |               |
| FC Metz       | 2:0 | FC Basel      |
| FC Nantes     | 0:1 | Servette Genf |

## Finale
Das Spiel fand am 24. August 1976 in Genf statt.
|               | Ergebnis |                 |
| ------------- | -------- | --------------- |
| Servette Genf | 2:1      | Olympique Nîmes |